# 10号阿肯色州州道
10号阿肯色州州道（英語：Arkansas Highway 10，AR10，Ark. 10）是位于阿肯色州西部的一条东西走向的州级公路，长135.41英里（217.92），西起与俄克拉荷马州交界处的锡巴斯琴县哈克特接120号俄克拉荷马州州道（OK120），东至州首府小石城接30號州際公路（I-30）。